# 2004年アテネオリンピックのスウェーデン選手団
2004年アテネオリンピックのスウェーデン選手団（2004ねんアテネオリンピックのスウェーデンせんしゅだん）は、2004年8月13日から8月29日にかけてギリシャの首都アテネで開催された2004年アテネオリンピックのスウェーデン選手団、およびその競技結果。

## 概要
今大会は金メダル4個、銀メダル2個、銅メダル1個の合計7個のメダルを獲得した。

## メダル
| メダル | 選手名                 | 競技       | 種目                     |
| ------ | ---------------------- | ---------- | ------------------------ |
| 金     | ステファン・ホルム     | 陸上       | 男子走高跳               |
| 金     | クリスチャン・オルソン | 陸上       | 男子三段跳               |
| 金     | カロリナ・クリュフト   | 陸上       | 女子七種競技             |
| 銀     | アラ・アブラハミアン   | レスリング | 男子グレコローマン84kg級 |